# Hačava (Hnúšťa)

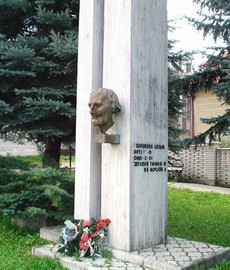
Pomník Mateje Hrebendy

Hačava je městská část slovenského města Hnúšťa.

## Polohopis
Nachází se v Muráňské brázdě, na rozhraní Stolických vrchů a Revúcké vrchoviny, na levém břehu Rimavy, v nadmořské výšce 335 m n. m. Leží na silnici II/531, asi 5 km severně od centrální části města a na železniční trati Brezno–Jesenské (železniční zastávka). Z obce vychází žlutě značená turistická stezka na vrch Tŕstie (1120,9 m n. m.)
V roce 2003 byla v  Hačavě obnovena těžba a zpracování magnezitu (průmyslová osada Skálie).

## Dějiny
Hačava je písemně doložena začátkem 15. století. Narodil se zde organizátor SNP Ondrej Klokoč, slovenský politik a novinář, působil a zemřel zde národní buditel Matej Hrebenda. V obci stojí pomník Matěje Hrebendy.

## Kultura a pamětihodnosti

### Památky
- Evangelický kostel, jednolodní původně klasicistní stavba s pravoúhlým zakončením presbytáře a mírně představěnou věží, z roku 1816. Přestavěn byl v roce 1905 a v polovině 20. století, kdy byla postavena věž. V interiéru se nachází klasicistní oltář, sloupové architektury s centrálním obrazem Ježíše v Getsemanské zahradě.[2] Fasády jsou hladké, věž mírně vystupující z hmoty stavby je ukončena jehlancovou helmicí.

## Osobnosti obce

### Působili zde
- Matej Hrebenda (1796–1880), národní buditel a lidový spisovatel

## Pamětihodnosti v okolí
V obci Klenovec (asi 5 km západně z Hnúšte) stojí tank T-34 z období druhé světové války jako památník Slovenského národního povstání.